# Mortal Kombat: Conquest
A Mortal Kombat: Conquest amerikai harcművészeti televíziós sorozat, amelyet Juan Carlos Coto fejlesztett ki. A Mortal Kombat verekedősjáték franchise alapján készült, és 1998 és 1999 között egy évadon keresztül került adásba.  Ez volt az egyik első videojátékon alapuló élőszereplős műsor az amerikai televízióban, amelyet csak a The Super Mario Bros. Super Show! élőszereplős részei előztek meg. Magyarországon az RTL Klub mutatta be 1999. április 20-án.

## Szereplők

### Főszereplők
| Szereplő    | Színész          | Magyar hang          |
| ----------- | ---------------- | -------------------- |
| Kung Lao    | Paolo Montalbán  | Csőre Gábor          |
| Siro        | Daniel Bernhardt | Reisenbüchler Sándor |
| Taja        | Kristanna Loken  | Orosz Anna           |
| Vorpax      | Tracy Douglas    | Makay Andrea         |
| Shang Tsung | Bruce Locke      | Megyeri János        |
| Raiden      | Jeffrey Meek     | Rosta Sándor         |
| Shao Kahn   | Jeffrey Meek     | Végh Ferenc          |

### Visszatérő szereplők
- John Reilly – Baron Reyland
- Jennifer Renton – Geneviere "Jen" Reyland
- Angelica Bridges – Omegis
- Sung Hi Lee – Kiri
- Tahitia Hicks – Ankha
- Dana Hee – Siann
- Lena Cardwell – Lamera
- Jaime Pressly – Mika
- Renee Tenison – Sora
- Fabiana Udenio – Kreeya
- Roshumba Williams – Qali
- Eva Mendes – Hanna
- Andreea Radutoiu – Jola
- Alexander Walters – Tomas
- Greg Vaughan – Kebral
- Josie Davis – Peron
- Kathleen Kinmont – Dion

### Játék karakterek
- Chris Casamassa – Scorpion
- J.J. Perry – Sub-Zero
- Audie England – Dara Tomanovich as Kitana
- Sultan Uddin – Noob Saibot
- Adoni Maropis – Quan Chi
- Megan Brown – Mileena
- Percy "Spitfire" Brown – Rain
- Jim Helsinger – Reiko
- Jon Valera – Reptile

## Epizódok
| #   | Cím                                               | Rendező             | Író                                                  | Premier                               |
| --- | ------------------------------------------------- | ------------------- | ---------------------------------------------------- | ------------------------------------- |
| 1.  | Az örök harcos, 1. rész (Warrior Eternal, Part 1) | Oley Sassone        | Juan Carlos Coto                                     | 1998. október 3. 1999. április 20.    |
| 2.  | Az örök harcos, 2. rész (Warrior Eternal, Part 2) | Oley Sassone        | Juan Carlos Coto                                     | 1998. október 3. 1999. április 27.    |
| 3.  | A rideg valóság (Cold Reality)                    | Doug Lefler         | Steve Hattman                                        | 1998. október 17. 1999. május 4.      |
| 4.  | Küzdelem (Immortal Kombat)                        | Scott Paulin        | Sean Catherine Derek                                 | 1998. október 24. 1999. május 11.     |
| 5.  | The Essence                                       | Jim Johnston        | Sean Catherine Derek                                 | 1998. október 31. 1999. május 18.     |
| 6.  | Noob Saibot                                       | Charles Siebert     | William Thomas Quick                                 | 1998. november 7. 1999. május 25.     |
| 7.  | Debt of the Dragon                                | Jim Johnston        | Sean Catherine Derek                                 | 1998. november 14. 1999. június 1.    |
| 8.  | Visszatérő álom (Undying Dream)                   | Rick Jacobson       | Carl Ellsworth                                       | 1998. november 21. 1999. június 8.    |
| 9.  | Quan Chi színre lép (Quan Chi)                    | Bruce Seth Green    | Steve Hattman                                        | 1998. november 28. 1999. június 12.   |
| 10. | A gonosz szövetség (Unholy Alliance)              | Charles T. Kanganis | Kearie Peak, Sean Catherine Derek                    | 1998. december 5. 1999. június 19.    |
| 11. | Testvérharc (Thicker Than Blood)                  | Reza Badiyi         | Sean Catherine Derek                                 | 1998. december 12. 1999. június 26.   |
| 12. | A gyanú árnyéka (Shadow of a Doubt)               | Peter Ellis         | Nancy Greene, Steve Hattman, Sean Catherine Derek    | 1999. február 6. 1999. július 3.      |
| 13. | A hüllők nemzettsége (Twisted Truth)              | Chip Chalmers       | Steve Hattman, Sean Catherine Derek                  | 1999. február 13. 1999. július 10.    |
| 14. | Festival of Death                                 | Charles Siebert     | James Cappe                                          | 1999. február 20. 1999. július 17.    |
| 15. | Sötét erők szövetsége (The Serpent and the Ice)   | Jack Sholder        | Steve Hattman, Sean Catherine Derek                  | 1999. február 27. 1999. július 24.    |
| 16. | A méhkirálynő (Kreeya)                            | Bruce Seth Green    | Sean Catherine Derek, James Cappe, Robert Rabinowitz | 1999. március 6. 1999. július 31.     |
| 17. | Az örök élet átka (The Master)                    | Harvey S. Laidman   | James Cappe                                          | 1999. április 17. 1999. augusztus 7.  |
| 18. | Hidegvérrel (In Kold Blood)                       | Reza Badiyi         | James Cappe                                          | 1999. április 24. 1999. augusztus 14. |
| 19. | Flawed Victory                                    | Charles Siebert     | Steve Hattman, Sean Catherine Derek                  | 1999. május 1. 1999. augusztus 21.    |
| 20. | Balance of Power                                  | Scott Paulin        | Duke Sandefur                                        | 1999. május 8. 1999. szeptember 4.    |
| 21. | Stolen Lies                                       | Reza Badiyi         | Sean Catherine Derek, James Cappe                    | 1999. május 15. 1999. augusztus 28.   |
| 22. | Vengeance                                         | Reza Badiyi         | Steve Hattman                                        | 1999. május 22. 1999. szeptember 4.   |

## Gyártás és megjelenés
Mortal Kombat: Conquest a Threshold Entertainment (a Mortal Kombat filmsorozat producere) és a New Line Television (a filmek forgalmazójának televíziós ága) együttműködésében készült. A sorozatot a Warner Bros. Television Distribution forgalmazta. A műsort a floridai Orlandóban található Disney-MGM Studiosban forgatták. A Warner Bros. részlege (a Mortal Kombat tulajdonjogának későbbi tulajdonosa), mint a New Line testvérvállalata, szindikálta a sorozatot, amíg később a TNT fel nem vette, amely az első szindikációs sorozat ismétléseinek sugárzása mellett a megmaradt új epizódokat is leadta. A WCW Monday Nitro utáni jövedelmező időpontban a Conquest nagyon népszerű volt, de a műsor fejlesztője, Joshua Wexler szerint ez a vártnál magasabb költségvetési kiadásokat eredményezett. A visszavonást először nem jelentették be, és pletykák keringtek egy második évadról. A TNT azonban leállította a sorozatot, és egy cliffhanger befejezéssel zárta le. A befejezést a tervek szerint a második évadban oldották volna meg, ami összegezte volna a sorozatot és megfelelt volna az MK idővonalának.

## Fordítás
- Ez a szócikk részben vagy egészben  a   Mortal Kombat: Conquest című angol Wikipédia-szócikk fordításán alapul.  Az eredeti cikk szerkesztőit annak laptörténete sorolja fel. Ez a jelzés csupán a megfogalmazás eredetét és a szerzői jogokat jelzi, nem szolgál a cikkben szereplő információk forrásmegjelöléseként.